# Chapelle de l'hôpital Édouard-Herriot
La chapelle de l'hôpital Édouard-Herriot de Lyon est située dans le complexe hospitalier construit au quartier de Grange Blanche par l'architecte lyonnais Tony Garnier à compter de 1920. Le projet initial de cet hôpital, inauguré par le président de la République Albert Lebrun en 1934, ne prévoyait pas de chapelle. Par suite de la démolition de l'hôpital de la Charité et sur décision du conseil municipal et du maire Édouard Herriot, les sœurs de l'hôpital de la Charité et celles de l'Hôtel-Dieu vinrent occuper ces nouveaux locaux dès leur achèvement. Tony Garnier confia ainsi la réalisation de l'édifice cultuel à un de ses élèves, Louis Thomas, qui avait intégré son atelier en 1924.

## Architecture
L'accès principal de la chapelle se fait à l'angle de la rue du Professeur Florence et de celle de Trarieux. Le portail monumental, dont le fronton est orné d'une déposition de croix œuvre du sculpteur lyonnais Georges Salendre (1890-1985), donne accès à un édifice de plan centré : un espace octogonal coiffé d'une coupole, accosté d'un déambulatoire de forme carrée interrompu par le chœur, lequel se trouve dans l'alignement du portail principal. Cette organisation s'apparente à certains baptistères italiens, la chapelle étant d'ailleurs ornée de marbres et dotée de fonts baptismaux.

## Vitraux et sculptures
L'éclairage de la chapelle est assuré essentiellement par les vitraux colorés et non figuratifs de la coupole. Cependant, un éclairage zénithal du déambulatoire permet d'admirer quatre vitraux de l'artiste lyonnais Adrien Godien (1873-1949), lesquels ont pour sujets Jésus chez Marthe et Marie, le bon Samaritain, une Piéta et la mort de saint Joseph. Cette iconographie, qui ne manque pas d'évoquer les missions d'accueil, de secours et de soin propres à une institution hospitalière, n'hésite pas également à aborder les thématiques plus sombres de la souffrance et de la mort.
Le chœur est orné d'un Christ monumental sculpté par Salendre aidé de son élève Chobel, ce dernier étant par ailleurs l'auteur d'une Vierge trônant sur l'autel gauche tandis qu'un saint Joseph, patron de la bonne mort, œuvre du sculpteur Ballanche, occupe l'autel droit.
La chapelle de l'hôpital Édouard-Herriot a fait l'objet d'une mesure d'inscription à l'Inventaire supplémentaire des Monuments Historiques par arrêté préfectoral du 13 décembre 1967.

## Sources
- Gouttenoire Bernard, Dictionnaire des peintres et sculpteurs à Lyon aux XIXe et XXe siècles, édition de la Taillanderie, 2000
- Hospices Civils de Lyon, Chapelle de l'hôpital Édouard-Herriot, document édité pour les Journées européennes du Patrimoine, septembre 2003, réédition septembre 2005.
- Dossier électronique de l'Inventaire général du Patrimoine Culturel de Rhône-Alpes afférant à la Chapelle